# Sarenga
Sarenga è una suddivisione dell'India, classificata come census town, di 21.621 abitanti, situata nel distretto di Howrah, nello stato federato del Bengala Occidentale. In base al numero di abitanti la città rientra nella classe III (da 20.000 a 49.999 persone).

## Geografia fisica
La città è situata a 22° 46' 0 N e 87° 1' 60 E e ha un'altitudine di 87 m s.l.m..

## Società

### Evoluzione demografica
Al censimento del 2001 la popolazione di Sarenga assommava a 21.621 persone, delle quali 11.098 maschi e 10.523 femmine. I bambini di età inferiore o uguale ai sei anni assommavano a 2.690, dei quali 1.365 maschi e 1.325 femmine. Infine, coloro che erano in grado di saper almeno leggere e scrivere erano 12.762, dei quali 7.130 maschi e 5.632 femmine.